# Венсан Кандела
Венса́н Кандела́ (фр. Vincent Candela, * 24 жовтня 1973, Бедар'є) — французький футболіст, захисник, півзахисник.
Насамперед відомий виступами за клуб «Рома», а також національну збірну Франції.
Чемпіон Італії. Володар Суперкубка Італії з футболу. У складі збірної — чемпіон світу. чемпіон Європи.

## Клубна кар'єра
Вихованець футбольної школи клубу «Тулуза». Дорослу футбольну кар'єру розпочав 1992 року в основній команді того ж клубу, в якій провів три сезони, взявши участь у 56 матчах чемпіонату.
Протягом 1995—1997 років захищав кольори команди клубу «Генгам».
Своєю грою за останню команду привернув увагу представників тренерського штабу клубу «Рома», до складу якого приєднався 1997 року. Відіграв за «вовків» наступні вісім сезонів своєї ігрової кар'єри. Більшість часу, проведеного у складі «Роми», був основним гравцем команди. За цей час виборов титул чемпіона Італії, ставав володарем Суперкубка Італії з футболу.
Згодом з 2005 по 2007 рік грав у складі команд англійського «Болтон Вондерерз», а також італійських «Удінезе» та «Сієна».
Останнім професійним клубом у кар'єрі футболіста була італійська «Мессіна», кольори якої він захищав на умовах оренди зі «Сієни» у 2007 році.

## Виступи за збірну
1996 року дебютував в офіційних матчах у складі національної збірної Франції. Протягом кар'єри у національній команді, яка тривала 8 років, провів у формі головної команди країни 40 матчів, забивши 5 голів.
У складі збірної був учасником чемпіонату світу 1998 року у Франції, здобувши того року титул чемпіона світу, чемпіонату Європи 2000 року у Бельгії та Нідерландах, здобувши того року титул континентального чемпіона, а також чемпіонату світу 2002 року в Японії і Південній Кореї.

## Статистика виступів

### Статистика клубних виступів
| Сезон              | Клуб               | Чемпіонат          | Чемпіонат | Чемпіонат | Національний кубок | Національний кубок | Національний кубок | Континентальні кубки | Континентальні кубки | Континентальні кубки | Суперкубки | Суперкубки | Суперкубки | Усього | Усього |
| Сезон              | Клуб               | Ліга               | Ігор      | Голів     | Ліга               | Ігор               | Голів              | Ліга                 | Ігор                 | Голів                | Ліга       | Ігор       | Голів      | Ігор   | Голів  |
| ------------------ | ------------------ | ------------------ | --------- | --------- | ------------------ | ------------------ | ------------------ | -------------------- | -------------------- | -------------------- | ---------- | ---------- | ---------- | ------ | ------ |
| 1992–93            | «Тулуза»           | Л1                 | ?         | ?         | КФ                 | ?                  | ?                  | -                    | -                    | -                    | -          | -          | -          | ?      | ?      |
| 1993–94            | «Тулуза»           | Л1                 | ?         | ?         | КФ                 | ?                  | ?                  | -                    | -                    | -                    | -          | -          | -          | ?      | ?      |
| 1994–95            | «Тулуза»           | Л2                 | ?         | ?         | КФ                 | ?                  | ?                  | -                    | -                    | -                    | -          | -          | -          | ?      | ?      |
| Усього за «Тулузу» | Усього за «Тулузу» | Усього за «Тулузу» | ?         | ?         |                    | ?                  | ?                  |                      | -                    | -                    |            | -          | -          | ?      | ?      |
| 1995–96            | «Генгам»           | Л1                 | 27        | 1         | КФ                 | ?                  | ?                  | -                    | -                    | -                    | -          | -          | -          | ?      | ?      |
| 1996–97            | «Генгам»           | Л1                 | 21        | 1         | КФ                 | ?                  | ?                  | -                    | -                    | -                    | -          | -          | -          | ?      | ?      |
| Усього за          | Усього за          | Усього за          | 48        | 2         |                    | ?                  | ?                  |                      | -                    | -                    |            | -          | -          | ?      | ?      |
| 1997               | «Рома»             | A                  | 15        | 2         | КІ                 | ?                  | ?                  | -                    | -                    | -                    | -          | -          | -          | ?      | ?      |
| 1997–98            | «Рома»             | A                  | 32        | 2         | КІ                 | ?                  | ?                  | -                    | -                    | -                    | -          | -          | -          | ?      | ?      |
| 1998–99            | «Рома»             | A                  | 30        | 1         | КІ                 | 4                  | 0                  | КУЄФА                | 8                    | 0                    | -          | -          | -          | 42     | 1      |
| 1999–00            | «Рома»             | A                  | 26        | 3         | КІ                 | ?                  | ?                  | -                    | -                    | -                    | -          | -          | -          | ?      | ?      |
| 2000–01            | «Рома»             | A                  | 33        | 3         | КІ                 | 2                  | 0                  | КУЄФА                | 5                    | 0                    | -          | -          | -          | 40     | 3      |
| 2001–02            | «Рома»             | A                  | 31        | 2         | КІ                 | ?                  | ?                  | -                    | -                    | -                    | СІ         | 1          | 1          | ?      | ?      |
| 2002–03            | «Рома»             | A                  | 23        | 1         | КІ                 | ?                  | ?                  | -                    | -                    | -                    | -          | -          | -          | ?      | ?      |
| 2003–04            | «Рома»             | A                  | 12        | 0         | КІ                 | ?                  | ?                  | -                    | -                    | -                    | -          | -          | -          | ?      | ?      |
| 2004–05            | «Рома»             | A                  | 8         | 0         | КІ                 | ?                  | ?                  | -                    | -                    | -                    | -          | -          | -          | ?      | ?      |
| Усього за «Рому»   | Усього за «Рому»   | Усього за «Рому»   | 210       | 14        |                    | ?                  | ?                  |                      | -                    | -                    |            | 1          | 1          | ?      | ?      |
| 2005               | «Болтон Вондерерз» | ПЛ                 | 10        | 0         | КА+КЛ              | 2+0                | 0                  | -                    | -                    | -                    | -          | -          | -          | 12     | 0      |
| 2005–06            | «Удінезе»          | A                  | 26        | 1         | КІ                 | ?                  | ?                  | ЛЧ                   | ?                    | ?                    | -          | -          | -          | ?      | ?      |
| 2006–07            | «Сієна»            | A                  | 14        | 0         | КІ                 | ?                  | ?                  | -                    | -                    | -                    | -          | -          | -          | ?      | ?      |
| 2007               | «Мессіна»          | A                  | 17        | 0         | КІ                 | ?                  | ?                  | -                    | -                    | -                    | -          | -          | -          | ?      | ?      |
| Усього             | Усього             | Усього             | ?         | ?         |                    | ?                  | ?                  |                      | -                    | -                    |            | -          | -          | ?      | ?      |

## Титули і досягнення
- Чемпіон Італії (1):

«Рома»: 2000–01
- Володар Суперкубка Італії з футболу (1):

«Рома»: 2001
- Чемпіон світу (1): 1998
- Чемпіон Європи (1): 2000